# Liac
Liac – miejscowość i gmina we Francji, w regionie Oksytania, w departamencie Pireneje Wysokie.
Według danych na rok 1990 gminę zamieszkiwało 175 osób, a gęstość zaludnienia wynosiła 42 osoby/km² (wśród 3020 gmin regionu Midi-Pyrénées Liac plasuje się na 888. miejscu pod względem liczby ludności, natomiast pod względem powierzchni na miejscu 1559.).